# Autoritat de Comunicacions Nacional
L'Autoritat de Comunicacions Nacional (en noruec: Nasjonal kommunikasjonsmyndighet) és una agència governamental noruega responsable del control i la regulació del sector de les telecomunicacions i el correu postal de l'estat. Les principals responsabilitats de les agències controlen el mercat de les telecomunicacions, l'emissió de concessions de freqüència i números de telèfon.
L'autoritat té una estreta relació amb l'Autoritat de la Competència Noruega i el Consell del Consumidor Noruec. Es troba a Lillesand i es finança a través de taxes que graven a les empreses de telecomunicacions. L'autoritat es remunta a 1987, quan va ser creada com l'«Autoritat de Telecomunicacions Noruega». El 1997 va rebre la responsabilitat de fer-se càrrec del sector postal i es canviar el nom a «Autoritat Noruega de Correus i Telecomunicacions». El 2005 es va canviar el nom a «Autoritat de Comunicacions Nacional».